# Parafia św. Karola Boromeusza w Poznaniu
Parafia św. Karola Boromeusza w Poznaniu – parafia rzymskokatolicka usytuowana w dzielnicy  Poznania Winogrady. Należy do dekanatu Poznań-Winogrady, który należy do archidiecezji poznańskiej. Parafia posiada kościół, który  jest eksploatowany od kwietnia 2012 r. Od 2017 r. wielkopostny kościół stacyjny.

## Zasięg terytorialny
Zgodnie z Dekretem erekcyjnym arcybiskupa metropolity poznańskiego parafia obejmuje swoim zasięgiem Osiedle Pod Lipami, Wilczak oraz Stare Winogrady (od ul. Szelągowskiej do ul. Murawa).

## Historia parafii
Parafia została w 2007 roku wydzielona z salezjańskiej parafii pw. św. Jana Bosko zgodnie z dekretem arcybiskupa metropolity poznańskiego Stanisława Gądeckiego. W kwietniu tego samego roku postawiono kaplicę tymczasową przy skrzyżowaniu ulic Naramowickiej i Słowiańskiej, poświęconą 1 kwietnia 2007 przez abp. Stanisława Gądeckiego. 27 kwietnia 2008 roku rozpoczęto budowę docelowej kaplicy i domu parafialnego w Parku Kosynierów. 24 grudnia tego roku w budowanej jeszcze kaplicy odbyła się już pierwsza msza, tzw. pasterka, w której uczestniczył bp Zdzisław Fortuniak. Budowa kaplicy zakończyła się w kwietniu 2009 i 17 kwietnia – w Wielki Wtorek – została poświęcona przez abp Stanisława Gądeckiego. Od tego dnia wszystkie msze odbywały się już w nowej kaplicy, zamiast – jak dotychczas – w betlejemce. Następnie zostały oddane do użytku także kancelaria parafialna, zakrystia oraz salka ministrancka. W 2014 ukończono nową świątynię.